# Yokohama F. Marinos
Die Yokohama F. Marinos (jap. 横浜F・マリノス, Yokohama Efu Marinosu) gehören zu den erfolgreichsten Fußballvereinen Japans. Die letzte von insgesamt fünf nationalen Meisterschaften sicherten sich die Marinos 2022. Die Mannschaft entstand 1999 durch die Fusion der Yokohama Marinos und der Yokohama Flügels. Das F. im Namen soll an die Flügels erinnern.
Der Beiname Marinos kommt vom Spanischen marino (dt. Segler) und verweist zum einen auf den Flair des argentinischen Fußballs und Yokohamas Tradition als Hafenstadt. Heimspiele werden im Nissan-Stadion von Yokohama ausgetragen. Das Stadion war Schauplatz des Weltmeisterschafts-Finales von 2002.

## Geschichte

### Gründung und Ursprünge (1964–1991)
Die Wurzeln des Vereins liegen im Jahr 1972, als der Nissan FC (jap. Nissan Jidōsha Sakka-bu) gegründet wurde. Der Verein erreichte 1976 erstmals die nationale Japan Soccer League Division 2.
Durch gute Beziehungen mit lokalen Highschools und Universitäten halfen beim Aufbau der Mannschaft und auch das Schülerteam konnte Erfolge feiern.
Die Werksmannschaft des Automobilherstellers Nissan gewann von 1983 bis 1991 drei Meistertitel, zwei davon unter dem ersten bezahlten Trainer der Vereinsgeschichte, sowie den JSL Cup und den Kaiserpokal. Als Gründungsmitglied der J. League benannte sich der Verein in K.K. Yokohama Marinos (engl. Yokohama Marinos, Ltd.) um. Der Name wird durch einen Anker auf dem Vereinswappen ergänzt und die Möwe als Maskottchen gewählt. Die marineblau-weißen Trikots sind an Matrosenuniformen angelehnt.
Der langjährige Stadtrivale wurde 1964 als Naka-ku Boy's Sports Organization (jap. Naka-ku Supōtsu Shōnendan) gegründet. Mit dem Aufstieg in die Japan Soccer League Division 2 sponserte das japanische Unternehmen All Nippon Airways die Mannschaft. Der Vereinsname änderte sich in All Nippon Airways FC. Angelehnt an den Lockheed L-1011 TriStar wurde die Mannschaft auch Yokohama Tristar SC genannt, gab den Spitznamen nach dem Lockheed-Skandal allerdings wieder auf. Nach dem Aufstieg 1987 konnte sich der Verein bis zu seiner Auflösung im damaligen Oberhaus der JSL etablieren.
In Anlehnung an seinen Hauptsponsor änderte der Verein mit der Einführung der J. League seinen Namen in Yokohama Flügels, ein anglizierter Plural des deutschen Worts Flügel.

### Profifußball und Fusion (seit 1992)
In der neuen Profiliga etablierten sich die Marinos unter den besten Teams der Liga. Auch mit den Siegen im Kaiserpokal und dem Asienpokal der Pokalsieger, knüpften die Marinos an ihre Erfolge an.
Trotz des geringen Erfolgs in der Liga konnte die Flügels zwischen 1992 und 1998 im nationalen und internationalen Pokal Erfolge einfahren.
Mit dem Rückzug von Sato Labs als einer der Hauptsponsoren der Flügels, sah sich ANA gezwungen zu handeln und traf sich mit Vertretern von Nissan, Hauptsponsor der Marinos.
Um den Bankrott des Vereins zu verhindern, entschlossen sich die Hauptsponsoren zu einer Fusion der Vereine
ihr letztes großes Spiel bestritten die Yokohama Flügels am Neujahrstag 1999, als sie Shimizu S-Pulse im Pokalfinale 2:1 besiegten und ihren letzten Titel holten.
Die Fusion der beiden Vereine stellte sich eher als Übernahme durch die Marinos dar. Bis auf einige gute Spieler der Flügels, erinnerte nur das F. im neuen Namen an die Mannschaft. Die enttäuschten Fans der Flügels wandten sich von der neu gegründeten Mannschaft ab und gründeten in eigener Regie den Yokohama FC als neue Stadtrivalen.
Nachdem die F. Marinos im Jahr 2000 wieder das Meisterschaftsfinale erreichten, konnte die Mannschaft 2003 die Hin- und Rückrunde der zweigeteilten Saison für sich entscheiden und gewann den japanischen Ligapokal.
Durch weitere Erfolge in der Liga behalten die F.-Marinos ihren Status als eines der besten Teams Japans bei, konnte aber seit 2004 keinen Titel mehr einfahren.
Anfang 2014 konnte die Mannschaft den Kaiserpokal gewinnen. Am 20. Mai 2014 wurde bekannt, dass Manchester City über die City Football Group als Minderheitsanteilseigner in den Club investiert hat.

## Erfolge

### National
Nissan FC
- Japan Soccer League: 2

1988/89, 1989/90
- Japan Soccer League Cup: 3

1988, 1989, 1990
- Kaiserpokal: 5

1983, 1985, 1988, 1989, 1991
Yokohama F. Marinos
- J1 League: 5

1995, 2003, 2004, 2019, 2022
- J. League Cup: 1

2001
- Kaiserpokal: 2

1992, 1993, 2013
- Supercup: 1

2023

### Kontinental
Nissan FC
- Asienpokal der Pokalsieger: 1

1991/92
Yokohama Marinos
- Asienpokal der Pokalsieger: 1

1992/93

## Stadion
Die Yokohama F. Marinos tragen ihre Heimspiele im Nissan-Stadion von Yokohama aus. Das Stadion war Schauplatz des Weltmeisterschafts-Finales von 2002. Als Ausweichspielort nutzt man gelegentlich das NHK Spring Mitsuzawa Football Stadium. 

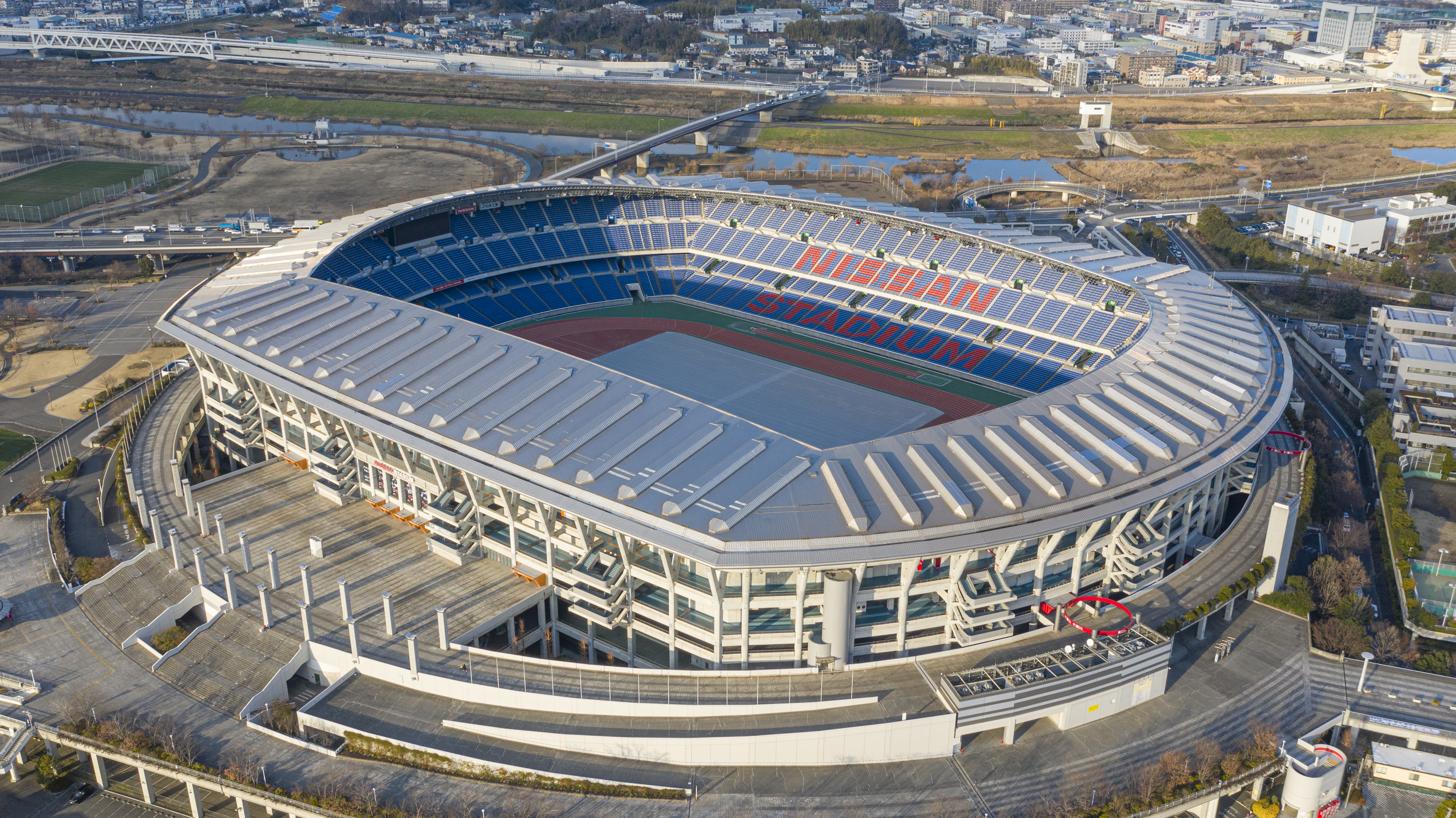
Nissan-Stadion

Koordinaten: 35° 30′ 36″ N, 139° 36′ 23″ O

## Aktueller Kader
Stand: April 2025
| Nr. |            | Position | Name            |
| --- | ---------- | -------- | --------------- |
| 1   | Japan      | TW       | William Popp    |
| 2   | Japan      | AB       | Katsuya Nagato  |
| 6   | Japan      | MF       | Kōta Watanabe   |
| 7   | Brasilien  | ST       | Élber           |
| 8   | Japan      | MF       | Takuya Kida     |
| 9   | Japan      | ST       | Daiya Tōno      |
| 10  | Brasilien  | ST       | Anderson Lopes  |
| 11  | Brasilien  | ST       | Yan Matheus     |
| 13  | Kolumbien  | AB       | Jeison Quiñónes |
| 14  | Japan      | ST       | Asahi Uenaka    |
| 15  | Indonesien | AB       | Sandy Walsh     |
| 16  | Japan      | AB       | Ren Katō        |
| 17  | Japan      | MF       | Kenta Inoue     |
| 19  | Japan      | TW       | Park Il-gyu     |
| 20  | Japan      | MF       | Jun Amano       |
| 21  | Japan      | TW       | Hiroki Iikura   |

| Nr. |            | Position | Name             |
| --- | ---------- | -------- | ---------------- |
| 23  | Japan      | ST       | Ryo Miyaichi     |
| 25  | Japan      | MF       | Toichi Suzuki    |
| 27  | Japan      | AB       | Ken Matsubara    |
| 28  | Japan      | MF       | Riku Yamane      |
| 31  | Japan      | TW       | Ryoya Kimura     |
| 33  | Japan      | AB       | Kosei Suwama     |
| 34  | Japan      | MF       | Takuto Kimura    |
| 39  | Japan      | AB       | Taiki Watanabe   |
| 41  | Japan      | MF       | Kosuke Matsumura |
| 42  | Japan      | MF       | Kohei Mochizuki  |
| 43  | Japan      | AB       | Reno Noguchi     |
| 44  | Australien | AB       | Thomas Deng      |
| 45  | Togo       | MF       | Jean Claude      |
| 46  | Japan      | ST       | Hiroto Asada     |
| 47  | Japan      | AB       | Kazuya Yamamura  |

## Trainerhistorie
| Name               | Zeit bei den Yokohama F. Marinos | Zeit bei den Yokohama F. Marinos |
| Name               | von                              | bis                              |
| ------------------ | -------------------------------- | -------------------------------- |
| Jiro Adachi        | 1. Februar 1972                  | 31. Januar 1974                  |
| Shū Kamo           | 1. Februar 1974                  | 31. Januar 1984                  |
| Tamotsu Suzuki     | 1. Februar 1985                  | 31. Januar 1986                  |
| Shū Kamo           | 1. Dezember 1985                 | 30. Juni 1989                    |
| Oscar              | 1. Juli 1989                     | 30. Juni 1991                    |
| Hidehiko Shimizu   | 1. Juli 1992                     | 31. Januar 1995                  |
| Jorge Solari       | 1. Februar 1995                  | 8. Juni 1995                     |
| Hiroshi Hayano     | 9. Juni 1995                     | 31. Januar 1997                  |
| Xabier Azkargorta  | 1. Februar 1997                  | 31. Januar 1999                  |
| Antonio de la Cruz | 1. Februar 1999                  | 31. Januar 2000                  |
| Osvaldo Ardiles    | 1. Februar 2000                  | 24. Mai 2001                     |
| Yoshiaki Shimojō   | 25. Mai 2001                     | 31. Juli 2001                    |
| Sebastião Lazaroni | 1. August 2001                   | 14. Oktober 2002                 |
| Yoshiaki Shimojō   | 10. Oktober 2002                 | 31. Januar 2003                  |
| Takeshi Okada      | 1. Februar 2003                  | 24. August 2006                  |
| Takashi Mizunuma   | 25. August 2006                  | 31. Januar 2007                  |
| Hiroshi Hayano     | 1. Februar 2007                  | 31. Januar 2008                  |
| Takashi Kuwahara   | 1. Februar 2008                  | 17. Juli 2008                    |
| Kōkichi Kimura     | 18. Juli 2008                    | 31. Januar 2010                  |
| Kazushi Kimura     | 16. Februar 2010                 | 31. Januar 2012                  |
| Yasuhiro Higuchi   | 30. Dezember 2011                | 31. Januar 2015                  |
| Erick Mombaerts    | 1. Februar 2015                  | 31. Januar 2018                  |
| Ange Postecoglou   | 1. Februar 2018                  | 10. Juni 2021                    |
| Hideki Matsunaga   | 10. Juni 2021                    | 17. Juli 2021                    |
| Kevin Muscat       | 18. Juli 2021                    | 31. Dezember 2023                |
| Harry Kewell       | 1. Januar 2024                   | 15. Juli 2024                    |
| John Hutchinson    | 15. Juli 2024                    | heute                            |

## Saisonplatzierung
| Saison | Liga | Teams | Pos. | Zusch./Sp. | J. League Cup   | Kaiserpokal   | Supercup | Asien | Asien         |
| ------ | ---- | ----- | ---- | ---------- | --------------- | ------------- | -------- | ----- | ------------- |
| 1992   | -    | -     | -    | -          | Gruppenphase    | Sieger        | -        | -     | -             |
| 1993   | J1   | 10    | 4.   | 16.781     | Gruppenphase    | Viertelfinale | -        | ApdP  | Sieger        |
| 1994   | J1   | 12    | 6.   | 19.801     | Halbfinale      | Halbfinale    | -        | -     | -             |
| 1995   | J1   | 14    | 1.   | 18.326     | -               | 2. Runde      | -        | -     | -             |
| 1996   | J1   | 16    | 3.   | 14.589     | Gruppenphase    | 3. Runde      | 2. Platz | -     | -             |
| 1997   | J1   | 17    | 3.   | 9.211      | Gruppenphase    | 4. Runde      | -        | ACL   | Viertelfinale |
| 1998   | J1   | 18    | 4.   | 19.165     | Gruppenphase    | 3. Runde      | -        | -     | -             |
| 1999   | J1   | 16    | 5.   | 20.095     | Viertelfinale   | Viertelfinale | -        | -     | -             |
| 2000   | J1   | 16    | 2.   | 16.644     | Viertelfinale   | Viertelfinale | -        | -     | -             |
| 2001   | J1   | 16    | 13.  | 20.595     | Sieger          | 3. Runde      | -        | -     | -             |
| 2002   | J1   | 16    | 2.   | 24.108     | Gruppenphase    | 4. Runde      | -        | -     | -             |
| 2003   | J1   | 16    | 1.   | 24.957     | Viertelfinale   | Viertelfinale | -        | -     | -             |
| 2004   | J1   | 16    | 1.   | 24.818     | Viertelfinale   | 5. Runde      | 2. Platz | CL    | Gruppenphase  |
| 2005   | J1   | 18    | 9.   | 25.713     | Halbfinale      | 5. Runde      | 2. Platz | CL    | Gruppenphase  |
| 2006   | J1   | 18    | 9.   | 23.663     | Halbfinale      | Viertelfinale | -        | -     | -             |
| 2007   | J1   | 18    | 7.   | 24.039     | Halbfinale      | 5. Runde      | -        | -     | -             |
| 2008   | J1   | 18    | 9.   | 23.682     | Viertelfinale   | Halbfinale    | -        | -     | -             |
| 2009   | J1   | 18    | 10.  | 22.057     | Halbfinale      | 4. Runde      | -        | -     | -             |
| 2010   | J1   | 18    | 8.   | 25.684     | Gruppenphase    | 4. Runde      | -        | -     | -             |
| 2011   | J1   | 18    | 5.   | 25.255     | Viertelfinale   | Halbfinale    | -        | -     | -             |
| 2012   | J1   | 18    | 4.   | 22.946     | Gruppenphase    | Halbfinale    | -        | -     | -             |
| 2013   | J1   | 18    | 2.   | 27.496     | Halbfinale      | Sieger        | -        | -     | -             |
| 2014   | J1   | 18    | 7.   | 23.088     | Viertelfinale   | 3. Runde      | 2. Platz | CL    | Gruppenphase  |
| 2015   | J1   | 18    | 7.   | 24.221     | Gruppenphase    | 5. Runde      | -        | -     | -             |
| 2016   | J1   | 18    | 10.  | 24.004     | Halbfinale      | Halbfinale    | -        | -     | -             |
| 2017   | J1   | 18    | 5.   | 24.180     | Gruppenphase    | 2. Platz      | -        | -     | -             |
| 2018   | J1   | 18    | 12.  | 21.788     | 2. Platz        | 4. Runde      | -        | -     | -             |
| 2019   | J1   | 18    | 1.   | 27.010     | Gruppenphase    | 4. Runde      | -        | -     | -             |
| 2020   | J1   | 18    | 9.   | 7.969      | Halbfinale      | -             | 2. Platz | CL    | Achtelfinale  |
| 2021   | J1   | 20    | 2.   | 8.991      | Play-off-Spiele | 2. Runde      | -        | -     | -             |
| 2022   | J1   | 18    | 1.   | 19.811     | Viertelfinale   | 3. Runde      | -        | -     | -             |
| 2023   | J1   | 18    | 2.   | 27.716     | Halbfinale      | 3. Runde      | Sieger   | CL    | Achtelfinale  |
| 2024   | J1   | 20    | 9.   | 24.843     | Halbfinale      | Halbfinale    | -        | CL    | Finale        |
| 2025   | J1   | 20    |      |            |                 |               |          |       |               |

## Auszeichnungen

### Yokohama Marinos / Yokohama F. Marinos

#### Spieler des Jahres
- Shunsuke Nakamura (2000, 2013)
- Yūji Nakazawa (2004)
- Teruhito Nakagawa (2019)

#### Torschützenkönig des Jahres
- Ramón Díaz (1993)
- Teruhito Nakagawa (2019)
- Marcos Júnior (2019)

#### Nachwuchsspieler des Jahres
- Yoshikatsu Kawaguchi (1995)
- Daisuke Nasu (2003)
- Kazuma Watanabe (2009)

#### Elf des Jahres
- Masami Ihara (1993, 1994, 1995, 1996, 1997)
- Shigetatsu Matsunaga (1993)
- Ramón Díaz (1993)
- Masaharu Suzuki (1995)
- Shunsuke Nakamura (1999, 2000, 2013)
- Naoki Matsuda (2000, 2002)
- Yūji Nakazawa (2003, 2004, 2005, 2008, 2013)
- Dutra (2003, 2004)
- Daisuke Oku (2003, 2004)
- Tatsuhiko Kubo (2003)
- Manabu Saitō (2016)
- Thiago Martins (2019)
- Takuya Kida (2019)
- Marcos Júnior (2019)
- Teruhito Nakagawa (2019)

### Yokohama Flügels

#### Elf des Jahres
- Motohiro Yamaguchi (1996, 1997)
- Seigō Narazaki (1996, 1998)
- Masakiyo Maezono (1996)